# Belorechensky (huyện)
Huyện Belorechensky (tiếng Nga: ? райо́н) là một huyện hành chính tự quản (raion), của Vùng Krasnodar, Nga. Huyện có diện tích 1367 kilômét vuông. Trung tâm của huyện đóng ở Belorechensk.